# 臺灣關係法
《臺灣關係法》（英語：Taiwan Relations Act），是一部現行的美國國內法。1979年美國國會制定此法並由美國總統簽署生效，臺灣關係法是代表深化美國與台灣的夥伴關係的重要法案。美國與外國、外國政府或是類似實體所進行或實施的各項方案或交往關係，同樣適用於臺灣人民，臺灣關係法是美國對台灣外交政策的基石之一。

## 背景
从1978年开始，中華人民共和国政府奉行“一条线”战略，为了与美国、加拿大和西欧联合对抗苏联，从而在1979年和美国建立外交关系。美国亦废除了中美共同防禦條約，並且撤出所有的駐台美軍，美軍協防台灣司令部（USTDC）也在1979年4月25日關閉。
台湾的中华民国政府动员了其在美国的游说团游说国会，以迅速确保美国对台湾的安全保证，並在台湾多方面呼吁国会议员中的反共情绪、二战期间共同战斗的历史、中华人民共和国方面侵犯人权和宗教自由的行为等。
美国参议员貝利·高華德和国会的其他成员质疑卡特政府单方面废除中美共同防御条约的权力，因为这项条约是由参议院批准的一项条约。在戈德华特诉卡特案中，控方认为需要由参议院的批准才能终止此类条约，卡特总统的行为超出了他的权限。惟此案经最高法院认定属政治范畴且参议院并未正式提出异议而不予受理。
该法案在美国和中華民國断交后，由美国国会两院通过，1979年由吉米·卡特总统签署。国会未採納国务院原先提出的「綜合法案」草案版本，而是自行研擬「臺灣關係法」全文，並自1979年以来持續有效。卡特政府签署了《台湾关系法》，以维护商业、文化，以及通过非官方关系建立起来的其他关系，根据哥伦比亚特区法律成立一个非营利法人——即美国在台协会（AIT）——作为官方政府代表，负责台美非正式的外交关系。该法自1979年1月1日起生效。

## 概要

### 台湾的定义
法案以“台湾当局”一词稱呼統治台灣的治理當局（目前為中華民國）以及任何接替的治理當局。“台湾”一词的定义為台湾主岛和澎湖群岛，不包括金門、馬祖等外島。

### 事实上的外交关系
本法案通过授权建立一个实质大使馆来管理美国和台湾的“事实上的外交关系”，并指出，除非另行终止，否则中华民国与美国在1979年之前达成的任何国际條約與协定仍然有效。唯一被终止的条约是《中美共同防御条约》。
本法案规定，“缺乏外交關係或承認將不影响美國法律對臺灣的適用，美國法律將繼續對臺灣適用，就像1979年1月1日之前，美國法律對臺灣適用的情形一樣” 。

### 军事规定
“美国将向台湾提供必要数量的防衛物資及技術服務，以使台湾能够维持足够的自卫能力。”有关美国将向台湾提供的防衛物資及服務的種類及數量的决定将由总统和国会决定。
本法案进一步规定，任何企圖以非和平方式（包括杯葛或禁運）解決台灣未來的作為，均會威脅太平洋和平與安全，美國將嚴重關切。
法案还要求美国有一个政策“向台湾提供防御性质的武器”，并“維持能力，以抵抗任何訴諸武力、或使用其他方式高壓手段，而危及臺灣人民安全及社會經濟制度的行動”。尽管中華人民共和国政府要求美国政府遵循不具有國內法约束力的美中三公報和中華人民共和国的一中原则，但历届美国政府仍根据本法案與六項保證向台湾出售武器。
2001年4月，时任美国总统小布什宣布美国协防台湾。次年，他表示“我尊重这一法律（《与台湾关系法》）。它规定如果台湾遭到进攻，我们将帮助它自卫。”将本法视为美国协防台湾的法源:34。

## 反应和重申
中华人民共和国宣称与第三世界国家，而不是与美国或苏联结盟，参与核不扩散等各种运动，便于其批判其他超级大国。在1982年8月17日的公报中，美国同意减少对台军售。但作为1982年向中华民国提出的「六项保证」的一部分，它也称不会正式承认中华人民共和国对台湾的主权，並制定解釋公報內容的軍售部分會視台海關係為前提進行調整的備忘錄。
在1990年代后期，美国国会通过了一项不具约束力的决议，指出台湾与美国之间的关系将由《台湾关系法》受到尊重。这项决议由比尔·克林顿总统签署，意味着美国政府重视《台湾关系法》的程度高于中美三公报。美国国会一再重申《台湾关系法》的重要性。美国國會研究服務處在2007年7月的一份报告证实，美国的政策并未承认中華人民共和国对台湾的主权。中華人民共和国方面将《台湾关系法》视为“美国无理干涉中国内政”。当美国继续向台灣提供武器，中華人民共和国持续抗议。
2016年5月19日，在蔡英文就任第14任中华民国总统前夕，参议院外交关系委员会委员、参议院情报专责委员会委员马可·卢比奥和参议院外交关系委员会前主席、参议院台湾连线共同主席羅伯特·曼南德茲共同提出决议，重申《台湾关系法》和“六项保证”是美台关系的基石。
美国共和党在2016年的全国代表大会上提出：“我们的关系将继续基于《台湾关系法》的规定，我们确认里根总统在1982年给予台湾的六项保证。我们反对任何一方采取任何单方面行动改变台湾海峡的现状：关于台湾未来的所有问题必须通过对话和平解决，并得到台湾人民的同意；如果中国违反这些原则，美国将依照《台湾关系法》，帮助台湾自卫……作为美国的忠实朋友，台湾值得我们的大力支持，包括自由贸易协定地位，及时出售包括制造柴油潜艇技术在内的防御性武器……”
2021年11月17日，美國總統國家安全事務副助理紐伯格（Anne Neuberger） 表示，根據《台灣關係法》，美政府將會為台灣防衛提供支援。中國外交部發言人趙立堅表示，《台灣關係法》違反一個中國原則和中美三個聯合公報，是非法無效的。
2023年2月22日，俄羅斯官媒Radio Sputnik駐美國華府廣播節目媒體人Garland Nixon稱「拜登在白宮提及毀滅台灣計畫」，對此美國在台協會AIT發言人指出「40多年來，美國的『一中政策』一直以《台灣關係法》、《三個聯合公報》和『六項保證』為指導。」，並表示「拜登總統曾在擔任參議院議員時投票支持《台灣關係法》，並繼續堅定地遵守其中的原則，包括美國將繼續協助台灣保持足夠的自衛能力，美國將把任何以非和平方式決定台灣未來的力量，視為對西太平洋和平與安全的威脅，並施以高度關切」，也表示「美國將維持足夠能力，抵制任何可能危及台灣人民安全、社會、經濟制度的力量，或其他形式的脅迫。」，也強調「 美國對台灣的承諾堅如磐石，並有助於維護台海兩岸與區域的和平與穩定。美國將繼續支持和平解決兩岸問題，這符合台灣人民的意願和最大利益。」

## 其他國家的《台灣關係法》
- 日本：有國會議員組織和民間力量在多年來支持推動制訂日本版《台灣關係法》。2021年日本執政黨自民黨的外交部會「台灣專案小組」，有議員主張仿效美國制定日本版法案。[20][21]

- 欧盟：有台灣學者建議遊說催生歐盟版本《台灣關係法》。[22]

- 俄羅斯：《俄台關係法》：1992年經國家杜馬通過、總統葉爾欽簽署。其內容是支持中國的一中原則，俄羅斯聯邦不支持同台灣有官方的、政府間的關係。雙方互設非官方代表處，旨在保障台、俄兩方人民的權益，以及加強在經濟、科技、文化和其他非官方關係各項領域的交流合作。